# 음력 11월 11일
음력 11월 11일은 음력 11월의 11번째 날이다.

## 사건
- 2011년 - 대한민국, 세계에서 9번째로 무역 수지 1조 달러를 돌파하였다.
- 2016년 - 대한민국 국회에서 박근혜 대통령 탄핵 소추안을 가결하면서, 박근혜는 대통령 직무정지 처분을 받았다.

## 문화
- 1990년 - EBS TV(현 EBS 1TV) 및 EBS FM 개국.
- 1993년 - 백제금동대향로가 발굴되었다.
- 1995년 -
  - 전라북도 익산시 춘포면 대장촌리의 명칭을 춘포리로 바꾸다.
  - 수인선 전 구간 운행이 중지되다.
- 2016년 - 수서고속철도 개통.

## 탄생
- 1552년 - 조선 제 14대 국왕 선조.
- 1941년 - 대한민국의 배우 태현실.
- 1964년 - 대한민국의 가수 이선희.
- 1978년 - 대한민국의 가수 채연.
- 1989년 - 대한민국의 배우 이유영.

## 사망
- 1995년 - 대한민국의 가수 서지원.

## 같이 보기
- 음력 360일: 1월 2월 3월 4월 5월 6월 7월 8월 9월 10월 11월 12월
- 전날:11월 10일 다음날:11월 12일 - 전달:10월 11일 다음달:12월 11일
- 양력:11월 11일
- 음력, 윤달